# Cosmosoma pudica
Cosmosoma pudica là một loài bướm đêm thuộc phân họ Arctiinae, họ Erebidae.